# Michael Alpert
Michael Alpert (1936) es un historiador militar e hispanista británico, autor de diversas estudios sobre la guerra civil española y la Segunda República.

## Biografía
Nacido en 1936, es catedrático emérito de la Universidad de Westminster.
Ha escrito obras como A New International History of the Spanish Civil War (St Martin's Press, 1994), El ejército popular de la República, La Guerra civil en el mar, La reforma militar de Azaña (siglo XXI, 1982) o Crypto-Judaism and the Spanish Inquisition (Palgrave, 2001), entre otras.
La reforma militar de Azaña se convirtió en un texto de referencia para el estudio del líder republicano y la reforma acometida por este en el Ejército español durante el primer bienio de la Segunda República Española.